# Cryphia pinkeri
Cryphia pinkeri är en fjärilsart som beskrevs av Bacallado 1980. Cryphia pinkeri ingår i släktet Cryphia och familjen nattflyn. Inga underarter finns listade i Catalogue of Life.